# Cromolitografia

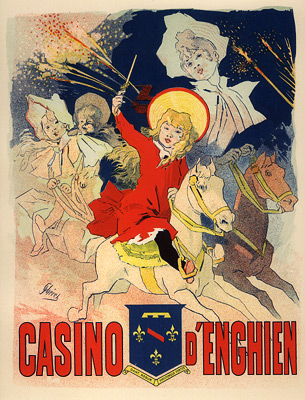
Una litografia a colori di Jules Chéret (fine Ottocento).

Lo Zio Sam di James Montgomery Flagg (1917), una delle cromolitografie più diffuse della storia. Durante la fine della prima guerra mondiale raggiunse la tiratura di 5 milioni di copie negli Stati Uniti d'America.

La cromolitografia è un'arte litografica per mezzo della quale si stampano i disegni a colori, imitando soprattutto i colori a tempera. Il termine deriva dal greco chroma (colore), lithos (pietra) e graphia (da graphein, disegnare).

## Descrizione
Si tratta di un metodo che si sviluppa nel 1837 a partire dalla litografia (quest'ultima sperimentata dal tedesco Aloys Senefelder nel 1796).
Consiste nel disegnare figure con una particolare matita grassa su una matrice di pietra. Dopo aver trattato la superficie della lastra litografica con una soluzione acida, si procede inumidendo la matrice dopo di che si inchiostra, utilizzando un rullo in pelle o in caucciù. L'inchiostro, a base oleosa, aderisce solo sui tratti disegnati con la matita grassa, mentre viene respinto dalla superficie umida della pietra. Nella successiva fase di stampa solo l'inchiostro che ha aderito al disegno viene impresso sul foglio di carta. Per ogni differente colore è necessaria una differente matrice. Grazie alla cromolitografia è quindi possibile utilizzare tanti colori, più velocemente, con maggiori sfumature e toni molto più brillanti.
Nei primi tempi le cromolitografie erano senza scritte ed erano utilizzate come decorazione di oggetti (mobili, scatole, ventagli e contenitori di vari prodotti). Le immagini stampate venivano spesso ritagliate e usate per diversi passatempi (ad esempio, quello di ornare album e quaderni).
A partire dalla seconda metà dell'Ottocento iniziano a comparire immagini cromolitografiche stampate su fogli o cartoncini che pubblicizzano, con varie scritte, il prodotto da vendere. Famose restano ancora oggi in ambito collezionistico le prime serie di figurine Liebig emesse a partire dall'anno 1872. La realizzazione della vignetta era spesso affidata ad artisti del periodo, mentre la fase di stampa era realizzata con tecniche cromolitografiche fino a 12 colori.
Agli inizi del Novecento questa tecnica venne (in linea di massima) abbandonata con la diffusione della fotografia.
Non avvenne però così bruscamente.  Addirittura sino agli inizi degli anni sessanta, sopravvissero nelle periferie italiane piccole stamperie litografiche artigianali che si servivano degli ultimi incisori o comunque disegnatori litografi.
Nella storia della cromolitografia, il primo grande maestro è stato Jules Chéret. Egli portò questa tecnica dal livello sperimentale a quello di vera e propria forma d'arte. Chéret, infatti, non si limitò semplicemente a creare versioni colorate delle classiche litografie in bianco e nero, ma per primo riuscì a piegare il procedimento ai fini della resa pittorica.

## Oleografia
L'oleografia è un procedimento seriale di stampa cromolitografica in tricromia e quadricromia, diffuso specialmente nella seconda metà dell'Ottocento, che consiste nello spalmare su una pietra granita colori grassi che vengono in seguito impressi su fogli di carta o su fogli telati ad imitazione di un'opera unica dipinta ad olio. Su tali supporti si imprime a secco anche una trama, in modo da accentuarne il carattere imitativo.